# 富田命保
富田 命保（とみたのぶやす、1838年10月31日（天保9年9月14日） - 1914年（大正3年）10月23日）は、江戸幕府の幕臣、ならびに明治時代の官僚。幕臣時代から対外関係の職務に就き、明治政府では岩倉使節団の一員となり、後に農商務省工務局長を務めた。江戸期には「富田達三」（とみたとうぞう）、明治以降は「冨田冬三」（とみたとうぞう）を名乗った。
文部大臣や早稲田大学総長を務めた高田早苗は、富田の甥（姉の子）に当たる。

## 経歴
天保9年に、日本橋馬喰町の御用屋敷で、幕府の御普請役格御代官手付を務めていた富田命孝（のぶたか）の子息として生まれる。命孝は後に箱館奉行支配調役となる。幼少時には儒学者の萩原緑野に学び、その後昌平黌に通った。
万延元年（1860年）、外国奉行書物御用出役となる。文久元年（1861年）、外国奉行水野忠徳が自ら小笠原諸島に赴いて欧米系島民に日本領であることを確認させた際に同行している。
慶応元年5月6日（1865年5月30日）には外国奉行支配調役に就任。同年、外国奉行柴田剛中（貞太郎）に随い、横須賀製鉄所の機材調達のため、福地源一郎・塩田三郎・小花作之助・水品楽太郎等とフランス・イギリスを訪問した。
大政奉還と明治維新により幕府がなくなった後は、徳川家達に従う形で静岡に移住。
1870年（明治3年）、民部省に出仕。渋沢栄一を長とする改正掛に加わる。同年7月10日（グレゴリオ暦8月6日）、大蔵省に異動となる。
1871年（明治4年）から1873年（明治7年）まで岩倉使節団に随行として参加。サンフランシスコ到着後、渋沢栄一に宛てた手紙が渋沢史料館に所蔵されており、アメリカでの歓待ぶりに触れながら「この使節団に加われたのは全く渋沢公のおかげだと感謝しています」と記している。
帰国後は、内務省勧業寮に属する。1877年（明治10年）内務省書記官となったのち、1881年（明治14年）に農商務省に移り、同年11月22日に工務局長に就任した。
1889年（明治22年）2月27日、非職免官となり、2年後の1891年（明治24年）2月27日に政府を辞した。
1914年（大正3年）10月23日死去。享年77。